# Valmir Berisha
Valmir Berisha (6 de junho de 1996) é um futebolista profissional sueco que atua como atacante.

## Carreira
Valmir Berisha fez parte do elenco da Seleção Sueca de Futebol nas Olimpíadas de 2016.